# Ноябрьова Антоніна Іллівна
Антоніна Іллівна Ноябрьова (нар. 29 квітня 1983, Київ) — українська сценаристка, кінопродюсерка та режисерка короткометражних та повнометражних фільмів. Соціальна комедія «Герой мого часу» стала дебютною повнометражною стрічкою Ноябрьової, за яку вона була визнана найкращою українською режисеркою на 9-му Одеському міжнародному кінофестивалі. Дочка телеведучого та режисера Іллі Ноябрьова.

## Життя та творчість
Антоніна Ноябрьова народилася в Києві в 1983 році. Закінчила Київський національний університет культури і мистецтв, факультет режисури масових видовищ і свят.
У 2012 році дебютний 14-хвилинний короткометражний фільм День незалежності Ноябрьової на 3-му Одеському міжнародному кінофестивалі отримав Спеціальний диплом журі та став Найкращим фільмом Національного конкурсу київського міжнародного кінофестивалю «Молодість».

## Фільмографія

### Сценарій та режисерська робота
Короткометражні фільми
- 2012 — «День незалежності» (рос. День независимости, 15 хв.)
- 2016 — «Все буде добре» (рос. Всё будет хорошо, 16 хв.)

Повнометражні фільми
- 2018 — «Герой мого часу»
- 2020 — «Кого ти більше любиш?»
- 2022 — «Ти мене любиш?»

### Продюсування
- 2012 — «День незалежності», короткометражне кіно
- 2016 — «Все буде добре», короткометражне кіно